# Collegedale
Collegedale – miasto w Stanach Zjednoczonych, w stanie Tennessee, w hrabstwie Hamilton. W 2020 roku liczyło 11 109 mieszkańców.